# Liste des épisodes de Pretty Little Liars
Cet article présente la liste des épisodes de la série télévisée américaine Pretty Little Liars.

## Panorama des saisons
| Saisons | Saisons | Nombre d'épisodes | Diffusion originale | Diffusion originale | Téléspectateurs (en moyenne) |
| Saisons | Saisons | Nombre d'épisodes | Début de saison     | Fin de saison       | Téléspectateurs (en moyenne) |
| ------- | ------- | ----------------- | ------------------- | ------------------- | ---------------------------- |
|         | 1       | 22                | 8 juin 2010         | 21 mars 2011        | 2,87 million                 |
|         | 2       | 25                | 14 juin 2011        | 19 mars 2012        | 2,68 million                 |
|         | 3       | 24                | 5 juin 2012         | 19 mars 2013        | 2,59 million                 |
|         | 4       | 24                | 11 juin 2013        | 18 mars 2014        | 2,53 million                 |
|         | 5       | 25                | 10 juin 2014        | 24 mars 2015        | 2,01 million                 |
|         | 6       | 20                | 2 juin 2015         | 15 mars 2016        | 1,72 million                 |
|         | 7       | 21                | 21 juin 2016        | 27 juin 2017        | 1,11 million                 |

## Liste des épisodes

### Première saison (2010-2011)
Composée de 22 épisodes, la première partie a été diffusée entre le 8 juin 2010 et le 10 août 2010 et la deuxième entre le 3 janvier 2011 et le 21 mars 2011.
1. Retour à Rosewood (Pilot)
2. Le Secret de Jenna (The Jenna Thing)
3. Faire son deuil (To Kill a Mocking Girl)
4. Loin des yeux, loin du cœur (Can You Hear Me Now?)
5. Dure réalité (Reality Bites Me)
6. Le bal de rentrée (There's No Place Like Homecoming)
7. Lendemain de fête (The Homecoming Hangover)
8. Ne m'oubliez pas (Please Do Talk About Me When I'm Gone)
9. En pleine tempête (The Perfect Storm)
10. Je vous vois (Keep Your Friends Close)
11. Révélations (Moments Later)
12. Chantage (Salt Meets Wound)
13. Connais tes ennemis (Know Your Frenemies)
14. Encore une danse ! (Careful What You Wish For)
15. Un mensonge ne suffit pas (If At First You Don't Suceed, Lie, Lie Again)
16. Je suis une amie (Je Suis Une Amie)
17. Méprise (The New Normal)
18. Mauvaise graine (The Badass Seed)
19. Témoin capital (A Person of Interest)
20. Surveillée de près (Someone to Watch Over Me)
21. La Fête des fondateurs (Monsters in the End)
22. La fille qui en savait trop (For Whom the Bell Tolls)

### Deuxième saison (2011-2012)
Composée de 25 épisodes, la première partie a été diffusée entre 14 juin 2011 et le 30 août 2011. Un épisode spécial de Halloween a été diffusé le 19 octobre 2011 puis la deuxième partie a été diffusée entre le 2 janvier 2012 et le 19 mars 2012.
1. Vivant (It's Alive)
2. Derrière les barrières (The Goodbye Look)
3. Fenêtres secrètes (My Name is Trouble)
4. Question de vie et de mort (Blind Dates)
5. Cadavre exquis (The Devil You Know)
6. Ne jamais se défiler (Never Letting Go)
7. En creusant un peu… (Surface Tension)
8. Diagnostics (Save The Date)
9. Dans la remise (Picture this)
10. La pression des sentiments (Touched by an 'A'-ngel)
11. Aveux à haut risque (I Must Confess)
12. Machination (Over My Dead Body)
13. Secret originel (The First Secret)
14. Faites vos jeux, rien ne va plus (Through Many Dangers, Toils and Snares)
15. La surprise tombe à l'eau (A Hot Piece of A)
16. Au royaume des aveugles (Let The Water Hold Me Down)
17. Protège-moi (The Blond Leading the Blind)
18. Mise à l'écart (A Kiss Before Lying)
19. La journée du franc-parler (The Naked Truth)
20. Contrôle A (CTRL: A)
21. Une question de loyauté (Breaking the Code)
22. La fille de son père (Father Knows Best)
23. Dans l'œil du cyclone (Eye of the Beholder)
24. Si ces poupées pouvaient parler (If These Dolls Could Talk)
25. Bas les masques ! (Unmasked)

### Troisième saison (2012-2013)
Composée de 24 épisodes, la première partie a été diffusée entre 5 juin 2012 et le 28 août 2012. Un épisode spécial de Halloween a été diffusé le 23 octobre 2012 puis la deuxième partie a été diffusée entre le 8 janvier 2013 et le 19 mars 2013.
1. C'est arrivé cette nuit-là (It Happened That Night)
2. Visions (Blood Is the New Black)
3. Les borgnes sont rois (Kingdom of the Blind)
4. La plume est dans le sac (Birds of a Feather)
5. Cette fille est un poison (That Girl Is Poison)
6. Les vestiges de "A" (The Remains of the "A")
7. Fou à lier (Crazy)
8. Baisers volés (Stolen Kisses)
9. Action ou vérité (The Kahn Game)
10. Le poids des mensonges (What Lies Beneath)
11. La morsure du serpent (Single Fright Female)
12. Le tueur de ces dames (The Lady Killer)
13. Voyage jusqu'au bout de l'angoisse (This Is a Dark Ride)
14. Elle va mieux maintenant (She's Better Now)
15. La Mona Mania (Mona-Mania)
16. Un malheur ne vient jamais seul (Misery Loves Company)
17. Dira, dira pas (Out of the Frying Pan into the Inferno)
18. Tu es mort pour moi (Dead to Me)
19. Comment faire quand on a le cœur brisé ? (What Becomes of the Broken Hearted)
20. Vapeurs d'A (Hot Water)
21. Promenons-nous dans les bois (Out of Sight, Out of Mind)
22. Le cercle restera-t-il intact ? (Will the Circle Be Unbroken?)
23. Je suis ton pantin (I'm Your Puppet)
24. Un jeu dangereux (A Dangerous Game)

### Quatrième saison (2013-2014)
Composée de 24 épisodes, la première partie a été diffusée entre 11 juin 2013 et le 27 août 2013. Un épisode spécial de Halloween a été diffusé le 22 octobre 2013 puis la deuxième partie a été diffusée entre le 7 janvier 2014 et le 18 mars 2014. Un épisode hors-série a été diffusé avant le lancement de la saison, le 4 juin 2013.
1. A pour la vie ('A' is for A-l-i-v-e)
2. Talons aiguilles (Turn of the Shoe)
3. Touche pas à ma mère (Cat's Cradle)
4. Bas les masques (Face Time)
5. Gamma Zeta (Gamma Zeta Die!)
6. Virée à Ravenswood (Under The Gun)
7. À tort ou à raison (Crash and Burn, Girl)
8. Le manuel de la petite fille coupable (The Guilty Girl's Handbook)
9. Joyeux anniversaire, Emily ! (Into the Deep)
10. Le miroir à trois visages (The Mirror Has Three Faces)
11. Un habitant au sous-sol (Bring Down The Hoe)
12. Tour de passe-passe (Now You See Me, Now You Don't)
13. Six pieds sous-terre (Grave New World)
14. Toc, toc, toc. Qui est là ? (Who's in the Box?)
15. Celle qui aimait raconter des histoires (Love ShAck, Baby)
16. Rencontres Inespérées (Close Encounters)
17. Mors-toi la langue (Bite Your Tongue)
18. Jamais dire jamais (Hot For Teacher)
19. Théâtre d'ombres (Shadow Play)
20. Chute libre (Free Fall)
21. Entre vérité et mensonges (She's Come Undone)
22. Couvre-moi (Cover For Me)
23. À tombeau presque ouvert (Unbridled)
24. A comme Assassin (A is For Answers)

Hors-série
1. Guide pratique du mensonge à Rosewood (A LiArs Guide to Rosewood)

### Cinquième saison (2014-2015)
Composée de 25 épisodes, la première partie a été diffusée entre 10 juin 2014 et le 26 août 2014. Un épisode hors-série a été diffusé le 21 octobre 2014 suivi par un spécial de Noël diffusé le 9 décembre 2014. La deuxième partie a ensuite été diffusée entre le 6 janvier 2015 et le 24 mars 2015.
1. Fuir New York (EscApe From New York)
2. En un battement de cils (Whirly Girlie)
3. Une rentrée tumultueuse (Surfing the Aftershocks)
4. Le mensonge de trop (Thrown From the Ride)
5. Le complexe de la poupée (Miss Me x 100)
6. Fuis, Ali, Fuis (Run, Ali, Run)
7. Le silence d'Eddie (The Silence of E. Lamb)
8. Le cœur a ses raisons... (Scream For Me)
9. Ça y est, tu me vois ? (March of Crimes)
10. Sombre Alison (A Dark Ali)
11. De mauvaises pensées (No One Here Can Love or Understand Me)
12. Jusqu'à la tombe (Taking This One to the Grave)
13. Comment 'A' a volé Noël (How the 'A' Stole Christmas)
14. À travers une vitre teintée (Through a Glass, Darkly)
15. Chair fraîche (Fresh Meat)
16. Vous avez un nouveau message (Over a Barrel)
17. Le baril du péché (The Bin of Sin)
18. Souvenirs difficiles (Oh, What Hard Luck Stories They All Hand Me)
19. L'amour, quel chaos ! (Out, Damned Spot)
20. Sang pour sang (Pretty Isn't the Point)
21. Encore du sang ! (Bloody Hell)
22. Preuves à l'appui (To Plea or Not to Plea)
23. La même chanson (The Melody Lingers On)
24. Vite, un témoin ! (I'm a Good Girl, I Am)
25. Entre les mains de 'A' (Welcome to the Dollhouse)

Hors-série
1. We Love You to DeAth

### Sixième saison (2015-2016)
Composée de vingt épisodes, la première partie a été diffusée entre 2 juin 2015 et le 11 août 2015. Un épisode hors-série a été diffusé le 24 novembre 2015 puis la deuxième partie a été diffusée entre le 12 janvier 2016 et le 15 mars 2016.
1. Les Jeux sont faits (Game On, Charles)
2. Chants de l'innocence (Songs of Innocence)
3. Chants de l'expérience (Songs of Experience)
4. Retour à la case départ (Don't Look Now)
5. Ce n'est pas un ange (She's No Angel)
6. Partir loin, loin, loin ? (No Stone Unturned)
7. Ô mon frère, où es-tu ? (O Brother, Where Art Thou)
8. Exposées (FrAmed)
9. La Dernière Danse (Last Dance)
10. Charles, y es-tu ? (Game Over, Charles)
11. Retour à Rosewood (Of Late I Think of Rosewood)
12. La Toile de Charlotte (Charlotte's Web)
13. Les gants (The Gloves Are On)
14. Vous avez un message (New Guys, New Lies)
15. Ne pas déranger (Do Not Disturb)
16. Là où quelqu'un m'attend (Where Somebody Waits For Me)
17. On a tous des valises (We've All Got Baggage)
18. On ne joue pas avec le feu (Burn This)
19. Des ex bien utiles (Did You Miss Me?)
20. Taisez-vous, douces menteuses (Hush... Hush, Sweet Liars)

Hors-série
1. Cinq ans plus tard (5 Years Forward)

### Septième saison (2016-2017)
Composée de vingt épisodes, la première partie a été diffusée entre le 21 juin 2016 et le 30 août 2016 et la deuxième partie a été diffusée entre le 18 avril 2017 et le 27 juin 2017. Un épisode hors-série a été diffusée le 27 juin 2017 après l'épisode final de la saison.
Dans certains pays la saison comporte 21 épisodes, l'épisode final de 89 minutes ayant été séparé en deux parties.
1. L'heure tourne, les pétasses (Tick-Tock, Bitches)
2. Pagaille (Bedlam)
3. Le talentueux Monsieur Rollins (The Talented Mr. Rollins)
4. Délit de fuite(s) (Hit and Run, Run, Run)
5. Il faut faire avec Mary (Along Comes Mary)
6. L'homme de la photo (Wanted: Dead or Alive)
7. On n'est jamais vraiment à l'abri à Rosewood (Original G'A'ngsters)
8. Le club des ex (Exes and OMGs)
9. La revanche de Noel Kahn (The Wrath of Kahn)
10. Preuves ADN (The DArkest Knight)
11. Une dernière partie (Playtime)
12. Tel est pris qui croyait prendre ... (These Boots Were Made For Stalking)
13. A toi de jouer, Hanna (Hold Your Piece)
14. Parents biologiques (Power Play)
15. Elle ou moi (In the Eye Abides the Heart)
16. La vengeance d'Arctarus (The Glove That Rocks the Cradle)
17. De nouveaux départs ? (Driving Miss Crazy)
18. Choisir ou perdre (Choose or Lose)
19. Adieu ma chérie (Farewell, My Lovely)
20. Jusqu'à ce que la mort nous sépare (Till DeAth Do Us PArt) (épisode de 89 minutes, séparé en deux parties dans certains pays.)

Hors-série
1. A-List Wrap Party